# バーテンダー à Tokyo
『バーテンダー à Tokyo』（バーテンダー ア トーキョー）は、原作：城アラキ、作画：加治佐修による日本の漫画作品。『グランドジャンプ』（集英社）にて、2013年23号から2015年23号まで連載した後、『グランドジャンプPREMIUM』（同社刊）に掲載誌を移した後に2016年1号から同年7号まで連載。
『バーテンダー à Paris』の直接の続編で、主人公も同じ。本作の続編として『バーテンダー6stp』が『グランドジャンプPREMIUM』で連載されている。

## あらすじ
佐島蓮は銀座の「バー守谷」に勤め、日本有数の名バーテンダーである守谷からの教えを受ける。
やがて、佐島は閉鎖されていた「バー紐育」を受け継ぐ。

## 主な登場人物
佐島 蓮（さじま れん）
バー守谷
守谷 昭雄（もりや あきお）
鹿島 守（かしま まもる）
3年目の見習い。静岡県磐田出身。コミックス最終巻では国内カクテルコンテストのジュニア部門（29歳以下）で銀賞を獲得するまでになる。
木島（きじま）
バーテンダー。酒の専門知識を語りだすと止まらない。
バー・エルメホール
バー紐育と同じビルに入っているバー。
久間 雄一（ひさま ゆういち）
守谷の旧知の盟友。エルメホールのオーナーバーテンダー。鹿児島県出身。
澄田 麻紀（すみた まき）
初登場時25歳、2年目の女性バーテンダー見習い。博多弁が出ることがある。
バー紐育
八代
故人。守谷、久間とも旧知。
久保 礼子（くぼ れいこ）
いくつものワインレストランを経営する女社長。かつては八代と結婚の約束をしていた。

## 書誌情報
- 原作：城アラキ、作画：加治佐修『バーテンダー a Tokyo』 集英社〈ヤングジャンプ コミックス〉、全8巻
  1. 2014年4月18日発売 ISBN 978-4-08-879822-6
  2. 2014年8月20日発売 ISBN 978-4-08-879893-6
  3. 2014年12月19日発売 ISBN 978-4-08-890096-4
  4. 2015年4月17日発売 ISBN 978-4-08-890193-0
  5. 2015年8月19日発売 ISBN 978-4-08-890250-0
  6. 2015年11月19日発売 ISBN 978-4-08-890334-7
  7. 2016年4月19日発売 ISBN 978-4-08-890404-7
  8. 2016年10月19日発売 ISBN 978-4-08-890550-1